# Wilder Kasten
Wilder Kasten är en bergstopp i Österrike.   Den ligger i distriktet Reutte och förbundslandet Tyrolen, i den västra delen av landet, 500 km väster om huvudstaden Wien. Toppen på Wilder Kasten är 2 542 meter över havet, eller 157 meter över den omgivande terrängen. Bredden vid basen är 0,65 km.
Terrängen runt Wilder Kasten är huvudsakligen bergig. Runt Wilder Kasten är det ganska glesbefolkat, med 26 invånare per kvadratkilometer.. Närmaste större samhälle är Mittelberg, 11,6 km nordväst om Wilder Kasten. 
Trakten runt Wilder Kasten består i huvudsak av gräsmarker.